# デビッド・ホール (テニス選手)
デビッド・ホール（David Hall, 1970年1月14日 - ）はオーストラリア、シドニー生まれの車いすテニス選手。シドニーパラリンピック男子シングルス金メダリスト。

## 人物
ヒッチハイク中に自動車事故に遭い、車いすの生活となる。事故から3年後の19歳で車いすテニスを始めた。
1995年、全米オープンで外国人選手として初めて優勝し、1990年代から2000年代にかけて数多くの車いすテニスの主要大会を制した。世界ランキング自己最高位はシングルス、ダブルスともに1位。1995年、1998年、2000年、2002年からは3年連続で、計6度にわたり国際テニス連盟（ITF）が選出するITF世界チャンピオンとなった。
パラリンピックにはバルセロナ大会から、以降、アトランタ、シドニー、アテネと4大会連続でいずれも男子シングルスとダブルスに出場、3大会で金メダル1個、銀メダル3個、銅メダル2個を獲得した。
2006年、正式に引退を発表した。デビッド・ホールは2015年に国際テニス殿堂入りを果たした。

## 主要大会獲得タイトル

### 男子シングルス

#### スーパーシリーズ
- 全豪オープン
  - 2003, 2004, 2005
- 全英オープン
  - 1995, 1998, 1999, 2001, 2002, 2004, 2005
- ジャパンオープン
  - 2005
- 全米オープン
  - 1995, 1997, 1998, 2000, 2001, 2002, 2003, 2004

#### マスターズ
- 全豪オープン（クラシックエイト）
  - 2005

#### その他
- パラリンピック
  - 2000

### 男子ダブルス

#### スーパーシリーズ
- 全豪オープン
  - 2003[2]
- 全英オープン
  - 1995[3], 1998[4], 2003[2], 2005[2]
- ジャパンオープン
  - 2004[2], 2005[2]
- 全米オープン
  - 1995[5], 1996[5], 2004[6]

### 国別対抗団体戦
- ワールドチームカップ
  - 1994, 1996, 2000, 2002

## 註
1. ↑  ITF Wheelchair Tennis (2006年6月6日). “David Hall announces his retirement” (英語). 2008年9月10日閲覧。
2. 1 2 3 4 5  パートナーはミカエル・ジェレミアス（フランス）。
3. ↑  パートナーはミック・コネル（オーストラリア）。
4. ↑  パートナーはデビッド・ジョンソン（オーストラリア）。
5. 1 2  パートナーはマイケル・フォークス（アメリカ）。
6. ↑  パートナーはロビン・アマラーン（オランダ）。